# Ясень (Бжезінський повіт)
Ясень (пол. Jasień) — село в Польщі, у гміні Роґув Бжезінського повіту Лодзинського воєводства.
Населення — 88 осіб (2011).
У 1975-1998 роках село належало до Скерневицького воєводства.

## Демографія
Демографічна структура станом на 31 березня 2011 року:
|          | Загалом | Допрацездатний вік | Працездатний вік | Постпрацездатний вік |
| -------- | ------- | ------------------ | ---------------- | -------------------- |
| Чоловіки | 49      | 5                  | 36               | 8                    |
| Жінки    | 39      | 6                  | 19               | 14                   |
| Разом    | 88      | 11                 | 55               | 22                   |